# Stationshuset, Ronneby
Stationshuset i Ronneby är ett stationshus på Ronneby järnvägsstation längs Blekinge kustbana, uppförd i slutet av 1800-talet i rött tegel och taktäckning av bandplåt. Byggnaden invigdes 1889 som en del av Mellersta Blekinge järnväg och har stildrag som närmar sig 1890-talets arkitektoniska ideal. Idag har byggnaden ett tegeltak men i övrigt är det yttre utseendet i stort sett välbevarat. Stationen var en betydande arbetsplats då den enskilda järnvägen hade sin ledning och sina verksamheter på denna plats.

### Övriga källor
- Järnvägsmuseets digitala arkiv